# Céline Dept
Céline Dept, född den 8 december 1999 i Oostende är en Youtubare från Belgien. I september 2023 blev hon den första belgaren med 10 miljoner prenumeranter på Youtube.